# Monastère Mater Ecclesiae (Vatican)
Pour les articles homonymes, voir Mater Ecclesiae.
Ne doit pas être confondu avec Abbaye Mater Ecclesiae.
Le monastère Mater Ecclesiæ au Vatican, regroupe une communauté religieuse de vie contemplative. Il se situe dans les jardins de la cité vaticane, à proximité des locaux administratifs de Radio Vatican. Le monastère est devenu la résidence officielle du pape émérite Benoît XVI entre le moment où il s'y est retiré le 2 mai 2013 après sa renonciation, et sa mort le 31 décembre 2022.

## Historique

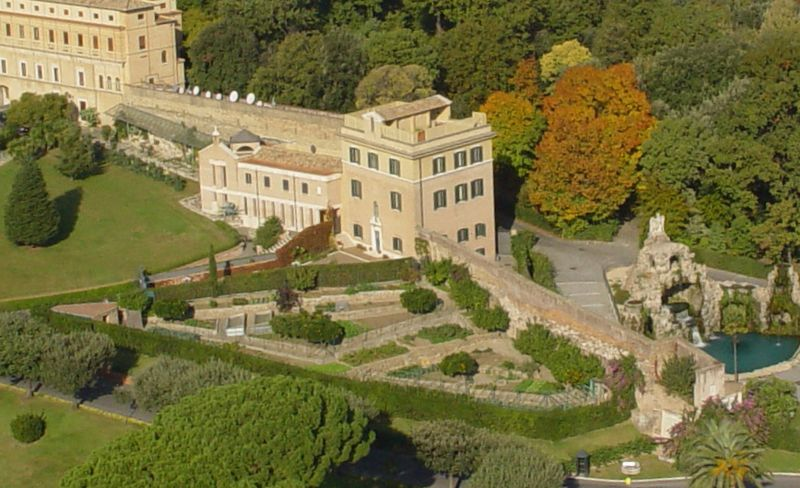
Le monastère Mater Ecclesiæ.

Le monastère tient son nom de l'expression latine Mater Ecclesiæ qui signifie « mère de l'Église ». Depuis l'an 1607, une mosaïque du même nom existe dans la basilique Saint-Pierre, au-dessus de l'autel de la colonne. En 1981, le pape Jean-Paul II bénit une reproduction de Mater Ecclesiæ, au-dessus de la place Saint-Pierre au Vatican.
À la demande de Jean-Paul II, en 1992, les travaux de construction du monastère commencent et l'ancienne maison des jardiniers du Vatican est agrandie et rénovée,.
Le bâtiment de brique de 450 m2 sur quatre étages comprend douze cellules monastiques (en), ornées de croix en bois et de peintures religieuses. Il est inauguré le 13 mai 1994. Le réfectoire et la cuisine occupent le rez-de-chaussée. Dans le petit édifice de deux étages qui lui est accolé se trouvent une bibliothèque, une salle de musique avec un piano et une petite chapelle en rez-de-chaussée. Un potager biologique au sein d'un jardin clos de 500 m2, dans lequel vingt-sept jardiniers s'affairent, fournit les cuisines pontificales.

## Communautés
Le monastère est confié à une communauté différente tous les cinq ans :
- En 1994, il accueille des sœurs clarisses.
- En septembre 1999, des carmélites de divers pays.
- Le 7 octobre 2004, il est confié à huit sœurs bénédictines de l'abbaye de Rosano, près de Florence[7],[8], ainsi que deux religieuses de l'abbaye de Saint-Walburge à Virginia Dale (en) (États-Unis). Leur abbesse est Maria Stefania.
- En 2009, l'édifice est occupé par des visitandines qui le quittent en novembre 2012 lorsque débutent les travaux de rénovation engagés par le pape Benoît XVI.
- À partir de janvier 2024, des bénédictines contemplatives originaires d'Argentine reprennent ce monastère à la suite du décès de Benoît XVI[9].

## Benoît XVI

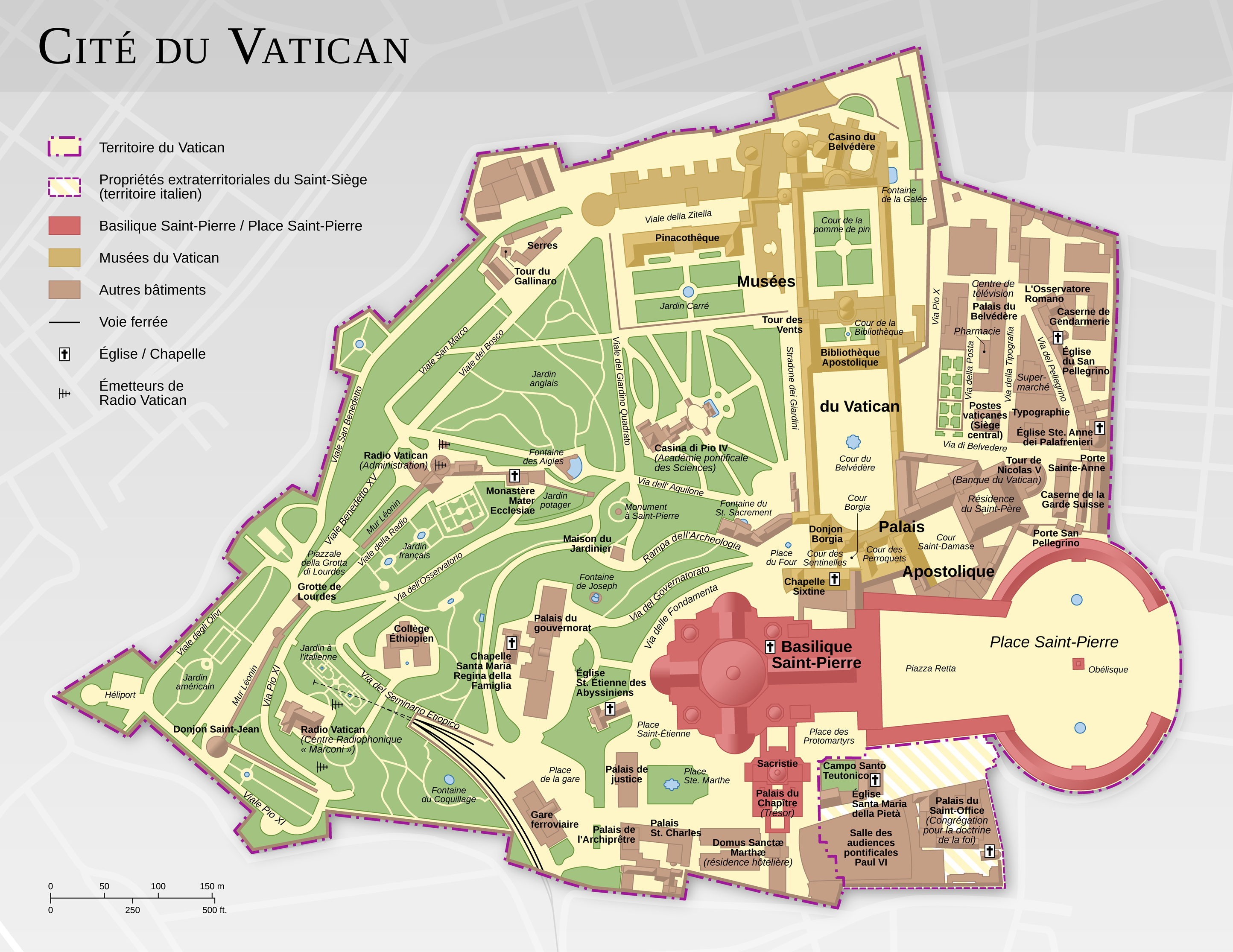
Plan de la Cité du Vatican.

Le 11 février 2013, le pape Benoît XVI annonce sa renonciation. Dans une conférence de presse, le père Federico Lombardi, porte-parole du pape, déclare qu'« à partir du 1er mars 2013, Benoît XVI doit se déplacer dans un premier temps dans sa résidence de Castel Gandolfo puis retourner au Vatican, dans le monastère de religieuses cloîtrées,, en rénovation, pour continuer à servir l'Église à travers une vie dédiée à la prière et à la réflexion ». Accueilli par le nouveau pape François, le pape émérite s'installe le 2 mai 2013 dans ce monastère. Il est accompagné de son secrétaire personnel Georg Gänswein et des quatre sœurs Memores Domini, laïques consacrées du mouvement Communion et Libération et chargées de la vie domestique,. Une partie de la bibliothèque personnelle de Benoît XVI est transférée dans un bureau aménagé dans l'édifice et une chambre est prévue pour son frère Georg Ratzinger.
Au matin du 31 décembre 2022, le pape émérite y meurt à l’âge de 95 ans.